# 합작투자
합작투자(合作投資, 영어: joint venture) 또는 합작법인(合作法人), 공동출자회사(共同出資會社), 공동출자기업(共同出資企業)은, 관계회사가 기술·노동 및 자본을 공동출자하여 회사를 설립하는 것을 말한다. 이는 대회사 상호 간의 협력관계를 확보하는 데 유효한 방법이기도 하나, 대한민국의 경우는 외국 기술을 도입할 경우에 사용되는 합작투자 형식의 공동출자기업이 많다.

## 내용
2개국 이상의 기업·개인·정부기관이 영구적인 기반 아래 특정기업체 운영에 공동으로 참여하는 국제경영방식으로 전체 참여자가 공동으로 소유권을 갖는다. 공동소유의 대상은 주식자본·채무·무형자산(특허권·의장권·상표권·영업권 등)·경영노하우·기술노하우·유형자산(기계·설비·투자 등) 등에 이르기까지 다양하다.
합작에 참가하는 기업들이 소유권과 기업의 경영을 분담하여 자본·기술 등 상대방 기업이 소유하고 있는 강점을 이용할 수 있고 위험을 분담한다는 점에서 상호이익적 해외투자방식이다.
합작투자는 신설방식으로 이루어질 수도 있고, 기존 현지법인의 일부 소유권을 취득하는 방식으로 이루어질 수도 있다. 다국적 기업이 현격한 기술격차를 이용하여 해외에 진출했던 1950~1960년대에는 합작투자보다 단독투자방식이 많이 이용되었지만, 경쟁이 격화되고 신기술이 지연되는 등 독점적 우위의 확보가 어려워짐에 따라 최근 들어 합작투자를 통한 해외진출을 많이 이용하고 있다.
합작투자방식이 선호되는 경우는 첫째 현지 정부의 제한 때문에 단독투자방식을 이용할 수 없는 경우, 둘째 필요로 하는 원료 및 자원을 현지 파트너가 생산하고 있어 원료 및 자원의 입수가 현지진출을 위한 전제조건이 되는 경우, 셋째 다각적인 제품을 취급하는 기업의 경우 현지 마케팅 노력이 요청되는 경우, 넷째 해외사업운영에 필요한 자본 및 경영능력 부족을 해결하고자 하는 경우, 다섯째 해외사업경험이나 협상력이 부족한 경우 등이다.
외국기업은 합작투자방식을 이용함으로써 위험부담의 축소, 규모의 경제 및 합리화 달성, 상호보완적인 기술 및 특허 활용, 경쟁 완화, 현지 정부가 요구하는 투자 또는 무역장벽 극복 등의 전략적 이점을 활용할 수 있다.

## 같이 보기
- 부서 (사업)
- 파트너십
- 자회사